# Huangshan (Stadtbezirk)
Der Stadtbezirk Huangshan (chinesisch 黄山区, Pinyin Huángshān Qū) ist ein Stadtbezirk der bezirksfreien Stadt Huangshan in der Provinz Anhui im Süden der Volksrepublik China. Der Stadtbezirk hat eine Fläche von 1.751 km² und zählt 153.000 Einwohner (Stand: Ende 2018).